# Charles-Jules Robert
Pour les articles homonymes, voir Robert.
Charles-Jules Robert, né le 6 décembre 1843 à Chartres et mort le 4 septembre 1898 à Paris, est un dessinateur et graveur français.

## Parcours
Fils de Pierre Eugène Robert, administrateur militaire, et Louise Marguerite Kmorvan, Charles-Jules 
Robert se montre très tôt doué pour le dessin.
Il est admis aux Beaux-arts de Paris et reçoit l'enseignement d'Alfred Chapon.
Il commence par travailler pour de nombreux éditeurs d'ouvrages historiques comme Les Princes d'Orléans de Charles Yriarte, Petite histoire des temps modernes (1453-1789) de Victor Duruy, pour des études de Victor Tissot, Clarisse Juranville, etc.), et pour des périodiques tels que L'Illustration universelle, Le Monde illustré.
En 1876, il collabore à la première édition, en anglais, de A history and handbook of photography par Gaston Tissandier, et se montre intéressé par les progrès en matière de phototypie.
Soucieuse de lutter contre les faussaires, la Banque de France le contacte alors pour participer à la conception de deux nouveaux billets utilisant de nouveaux « signes de sécurité » : le 100 francs et le 50 francs sortiront en 1882 et 1884. En 1888, il travaille sur le billet de 500 francs bleu et rose, réputé infalsifiable. Par la suite, Robert (qui signe « J. Robert ») assure la gravure d'autres billets (pour les Antilles, la Réunion, etc.) et se lie avec le peintre Paul Baudry qui avait dessiné le 100 francs bleu (1882). Enfin, en 1896, il grave en partie un projet de billet français de 1 000 francs, qui deviendra le « 5 000 francs Flameng », créé seulement en 1918 et émis en 1938, qui reste l'un des billets les plus recherchés au monde.
En 1882, il devient membre du jury de gravure du Salon et est fait la même année chevalier de la Légion d'honneur.
Son atelier parisien était situé 4 rue Dancourt dans le 18e arrondissement de Paris.